# Urs Huber
Pour les articles homonymes, voir Huber.
Urs Huber, né le 12 août 1985 à Muri, est un coureur cycliste suisse spécialiste de VTT cross-country marathon.

## Palmarès en VTT

### Championnats du monde

#### Marathon
Élites
- 3e en 2008
- 4e en 2014
- 5e en 2013
- 10e en 2010

### Coupe du monde
- Coupe du monde de VTT-Marathon
  - 8e en 2008

### Championnats d'Europe
- 2007
  - 8e du cross-country marathon
- 2008
  - 3e du cross-country marathon
- 2012
  - 8e du cross-country marathon
- 2011
  - 7e du cross-country marathon
- 2013
  - 6e du cross-country marathon
- 2014
  - 7e du cross-country marathon
- 2016
  - 5e du cross-country marathon

### Championnats de Suisse
- Champion de Suisse de cross-country VTT marathon : 
  - Champion (2011, 2014, 2016, 2018 et 2019)
  - Deuxième (2020)
  - Troisième (2009, 2012)

### Autres
- Grand Raid BCVs (2008, 2011, 2013, 2014, 2016 et 2019)

## Palmarès sur route
- Champion de Suisse sur route juniors : 1993